# Årets spel
Årets spel är en tävling som sedan 1984 arrangeras av Sveriges Leksakshandlares Riksförbund, för att utse årets främsta spel i olika kategorier. Tävlingen har sin motsvarighet i flera länder, till exempel USA och Tyskland. 
Priset som delas ut till årets spel i de olika kategorierna kallas för Guldtärningen, vilken delas ut i de tre klasserna familjespel, barnspel och vuxenspel. De nominerade och utsedda pristagarna anses av vissa ha betoning på massproducerade sällskapsspel av klassisk och barnvänlig modell.

## Kriterier
Kriterier för att nomineras till priset är:
1. Spelidén är ny (åtminstone i något avseende)
2. Spelet är underhållande
3. Spelet är snyggt, hållbart och funktionellt.
4. Spelet ska ha tydliga och klara regler.

## Vinnare[3][4]

### Årets familjespel
- 1984 Mandala
- 1985 Trivial Pursuit
- 1986 Spökjakten
- 1987 Orient Expressen
- 1988 The aMAZEinge Labyrinth
- 1989 Ave Caesar
- 1990 Rappakalja
- 1991 Maestro
- 1992 Ostindiska kompaniet
- 1993 Spectrangle
- 1994 Foqus
- 1995 Manhattan
- 1996 Snapshot
- 1997 Svea Rike
- 1998 Lotus
- 1999 Herre på Täppan
- 2000 N.Y. Chase
- 2001 Dice man
- 2002 Carcassonne
- 2003 Pyramidens Portar
- 2004 Blokus
- 2005 Ticket to Ride
- 2006 Bernini
- 2007 Portobello Market
- 2008 Niagara
- 2009 Ubongo
- 2010 Ponder
- 2011 LEGO Champion
- 2012 Bild'it
- 2013 Quizmysteriet
- 2014 La Boca
- 2015 Klask
- 2016 Otrio
- 2017 Patchwork
- 2018 Diamant
- 2019 Planet
- 2020 The Quest for El Dorado
- 2021 My City
- 2022 Kvacksalvare
- 2023 Fauna

### Årets barnspel
- 1984 Bamses Honungsjakt
- 1985 Min Bondgård
- 1986 Busungar
- 1987 Barnen i Bullerbyn
- 1988 Skattkammarön
- 1989 Vind i Seglen
- 1990 Hitta Björnungarna
- 1991 –
- 1992 Tom & Jerry
- 1993 Hönsmamma
- 1994 Larva Dig inte
- 1995 Under Ground
- 1996 Familjen Anka
- 1997 Zoo
- 1998 Figurix
- 1999 Valpen Ville
- 2000 Safari
- 2001 Små kloka upptäcker rymden
- 2002 Zapp Zerapp
- 2003 Bolibompa Pling Plong
- 2004 Gobblet junior
- 2005 Smarta Skator
- 2006 Spöktrappan
- 2007 Magikernas Natt
- 2008 Roqfort
- 2009 Quoridor Kid
- 2010 Safari School
- 2011 Hit the Hat
- 2012 Mato Mato
- 2013 Ghost Tower
- 2014 Det Magiska Tornet
- 2015 Vampyrjakten
- 2016 Var är lilla kaninen
- 2017 Little Red Riding Hood
- 2018 Nummer Ninja
- 2019 Karibiens guld
- 2020 Kurragömma i safariparken
- 2021 Foto fish
- 2022 Zombie Kidz
- 2023 Den magiska skogen

### Årets vuxenspel (utdelat från år 2003)
- 2003 Speculation
- 2004 Absolut överens
- 2005 Pentago
- 2006 Bluff
- 2007 Khet
- 2008 Novem
- 2009 Bezzerwizzer
- 2010 Repello
- 2011 Hollywood
- 2012 Timeline
- 2013 Las Vegas
- 2014 iKnow
- 2015 Trexo
- 2016 Ordglapp
- 2017 Smart 10
- 2018 Exit
- 2019 Tokyo Highway
- 2020 Terraforming Mars
- 2021 Chronicles of Crime
- 2022 7 Wonders: Architect
- 2023 Cascadia

### Övriga priskategorier

#### Årets spelnyhet (utdelat från år 2008[2])
- 2008 Gift Trap
- 2009 Bandu
- 2012 Compact Curling

#### Årets huvudbry (utdelat 2011[2])
- 2011 Boggle Flash